# Ponte Roldão de Oliveira
A Ponte da Amizade em Mato Grosso do Sul, também conhecida como Ponte Velha, denominada Roldão de Oliveira, é uma ponte sobre o rio Aquidauana, unindo as cidades de Aquidauana e Anastácio. Foi construída sobre pilares de pedras, com lastro de madeira e parte da estrutura de ferro.
Desde 2017, tramita na Assembleia Legislativa de Mato Grosso do Sul um processo para transformá-la em patrimônio histórico do estado.